# Li Gen (Badminton)

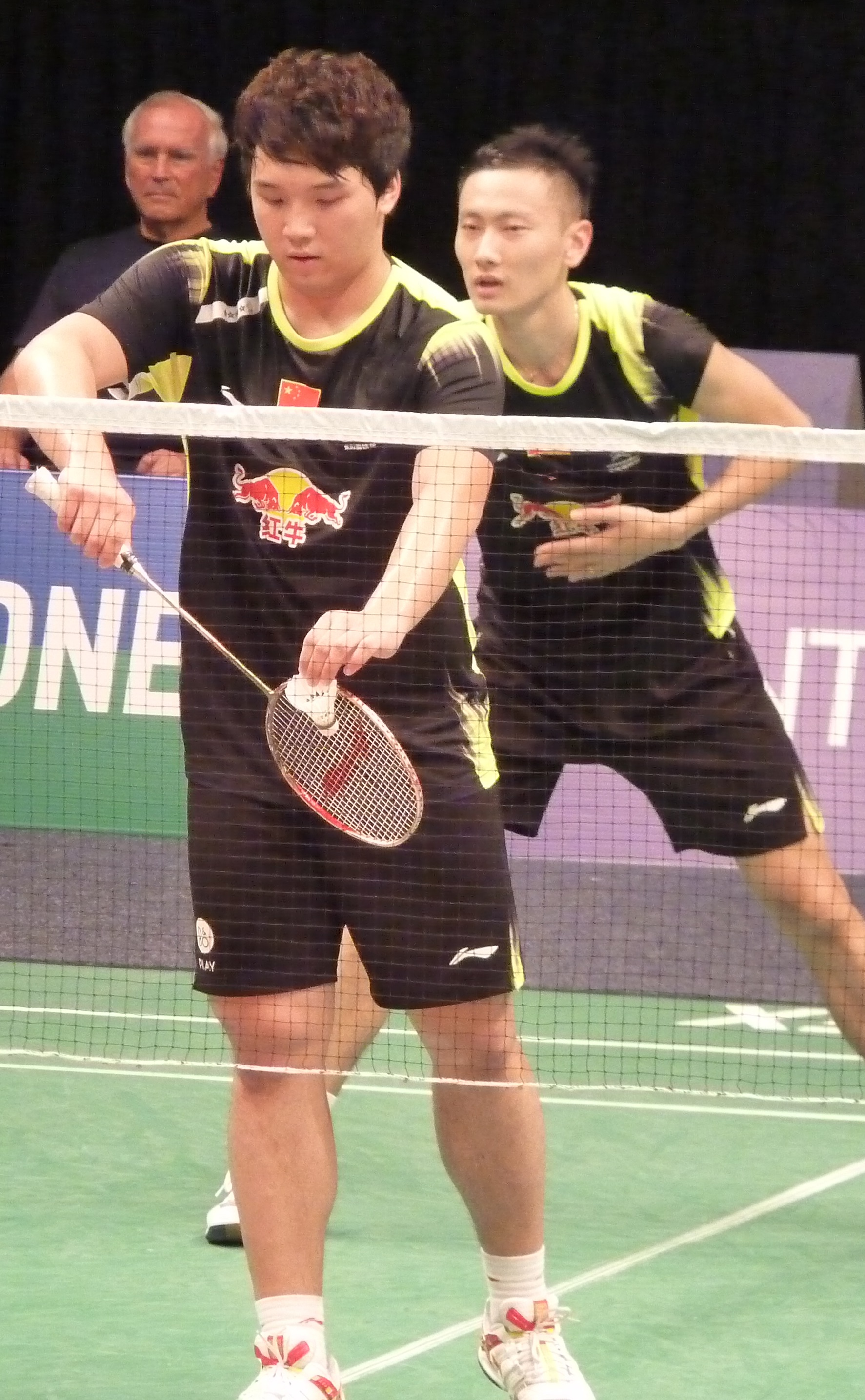
Li Gen & Zhang Nan

Li Gen (chinesisch 李根, * 24. September 1992) ist ein chinesischer Badmintonspieler. Er ist der Sohn von Li Yongbo.

## Karriere
Li Gen wurde 2008 Fünfter bei der Junioren-Weltmeisterschaft im Herrendoppel. 2010 erkämpfte er sich seinen bisher größten Erfolg bei den Erwachsenen, als er Neunter im Doppel bei den China Open wurde. Weitere Starts folgten bei den US Open, Canada Open und Australian Open, wo er jeweils die Qualifikation überstand, im Hauptfeld jedoch in der 1. Runde scheiterte.

## Sportliche Erfolge
| Saison | Veranstaltung              | Disziplin    | Platz | Name               |
| ------ | -------------------------- | ------------ | ----- | ------------------ |
| 2008   | Junioren-Weltmeisterschaft | Herrendoppel | 5     | Li Gen / Zhang Nan |
| 2010   | China Open                 | Herrendoppel | 9     | Li Gen / Lu Kai    |